# Perkygoth
PerkyGoth även skrivet Perky Goth är en gren av subkulturen och stilen Goth. Medan Gothkulturen är högtravande och mörk så är Perkygoth glad och naiv. Perkygoths är inte rädda att testa något oavsett om det är glatt eller ledsamt. De kallas ibland Popgothare eftersom de vilt blandar det glada och det dystra. En perkygoth klär sig ofta i glada färger och mycket experimentellt smink, men för att få den gothiska känslan så blandar de detta med mörka färger och symboler.
Perkygoth räknas ofta som den mest androgyna av gothgrenarna och de lyssnar oftare på snabb technomusik än på den traditionella 80-tals gothmusiken.